# Phà Sa Cao
Phà Sa Cao là một tuyến phà nằm trên đê Hồng Hà cắt sông Hồng (phía bờ Nam thuộc địa phận Thái Hạc thôn Văn Môn, xã Vũ Vân, huyện Vũ Thư, tỉnh Thái Bình; phía 
bờ Bắc thuộc địa phận xã Xuân Châu, huyện Xuân Trường, tỉnh Nam Định). Đi từ trung tâm Thành phố Thái Bình về đến phà là 8,7 km theo hướng Nam đi đường 223, khoảng 5 km đến Cầu Cọi rẽ phải đi 3 km ra Thái Hạc rẽ trái lên đê 700m là đến phà. Đi từ Thành phố Nam Định quốc lộ 21 qua Cầu Lạc Quần rẽ trái khoảng 15 km đến phà Sa Cao (qua đường 489 qua đường 51A đến Xuân Châu rồi ra Phà Sa Cao) Đây là bến khách ngang sông do Đoạn quản lý Đường bộ Nam Định (thuộc Sở 
GTVT Nam Định) quản lý và khai thác. Bến phà này vốn là một bến đò dân sinh từ xa xưa. Năm 1982, bến đò Sa Cao được trang bị thêm máy thay cho 
việc chèo đò bằng tay và được gọi bằng cái tên Bến đò Sa Caomỗi lần chở chỉ được 5-6 người không chở được ô tô. Và đến năm 2000 bến đò ấy được dịch chuyển đi cách xa khoảng 1 km và trang bị bằng thuyền máy đẩy phà và chở được cả ô tô và được gọi bằng cái tên mới Bến phà Sa Cao". 
Bến phà được trang bị 2 chiếc chạy liên tục hằng ngày phà chạy từ 5 giờ đến 19 giờ các ngày trong tuần (15 đến 20 phút 1 chuyến).
Bến phà Sa Cao có tọa độ là 
20°22'17"N 106°20'40"E
Bến phà Sa Cao nó không những kết nối giao thông giữa 2 tỉnh mà nó còn là nơi giao lưu kinh tế có ý nghĩa rất quan trọng đối với cả hai huyện Vũ Thư và 
Xuân Trường.